# عدد ریچاردسون
عدد ریچاردسون (به انگلیسی: Richardson number) یک عدد بی بعد در دینامیک سیالات است که از نسبت انرژی پتانسیل به انرژی جنبشی حاصل می‌شود. این عدد با نماد {\displaystyle Ri} نشان داده می‌شود و به افتخار دانشمند انگلیسی، لوئیس فرای ریچاردسون نامگذاری شده‌است.
اگر عدد ریچاردسون منفی باشد بیانگر حالت ناپایدار در شاره است. یا به عبارت دیگر چینه‌بندی در شاره سبب افزایش اغتشاش می‌شود. اگر عدد ریچاردسون مثبت باشد بیانگر حالت پایداری در شاره است؛ و اگر عدد ریچاردسون بزرگتر از ۰٫۲۵ یا ۱/۴ باشد در این صورت چنانچه اغتشاشی وارد محیط سیال شود این اغتشاش از بین خواهد رفت.
در انتقال حرارت جابه‌جایی عدد بی بعد ریچاردسون برای تعیین اهمیت جا به جایی آزاد نسبت به جا به جایی اجباری می‌باشد. عدد ریچاردسون برابر با تقسیم عدد گراشف بر مجذور عدد رینولدز می‌باشد.
اگر عدد ریچاردسون کوچکتر از ۱. باشد جابه‌جایی طبیعی قابل صرف نظر است. اگر عدد ریچاردسون بزرگتر از ۱۰ باشد جابه جایی اجباری قابل صرف نظر است. اگر عدد ریچاردسون بین ۱. تا ۱۰ باشد هر دو نوع جابه جایی آزاد و اجباری باید در نظر گرفته شوند.

## رابطه
- {\displaystyle \mathrm {Ri} ={\frac {\mathrm {Gr} }{\mathrm {Re} ^{2}}}.}
{\displaystyle \mathrm {Ri} ={\frac {g\beta (T_{\text{hot}}-T_{\text{ref}})L}{V^{2}}}}
{\displaystyle \mathrm {Ri} ={\frac {\text{buoyancy term}}{\text{flow gradient term}}}={\frac {g}{\rho }}{\frac {\nabla \rho }{(\nabla u)^{2}}}}
{\displaystyle Ri={gE \over u^{2}}}

در این رابطه:
- {\displaystyle g} شتاب گرانشی،
- {\displaystyle E} پایداری ستون آب،
- {\displaystyle u} سرعت،